# Латвия на летних Олимпийских играх 1996
Латвия принимала участие в Летних Олимпийских играх 1996 года в Атланте (США), которые стали для неё 2-ми после обретения независимости от СССР.
В Играх участвовали 47 латвийских спортсменов (34 мужчин и 13 женщин). Знаменосцем на церемонии открытия был легкоатлет Эйнар Тупуритис.
По итогам соревнований единственную медаль Латвии принёс Иван Клементьев, завоевавший «серебро» в гребле на каноэ на 1000 метров.

## Медалисты
| Медаль  | Спортсмен       | Вид спорта                  | Дисциплина                      |
| ------- | --------------- | --------------------------- | ------------------------------- |
| Серебро | Иван Клементьев | Гребля на байдарках и каноэ | Мужчины, каноэ-одиночка, 1000 м |

## Состав сборной
Академическая гребля
1. Угис Ласманис
2. Андрис Рейнхолдс
3. Лиене Лутере
4. Санита Озолиня

 Бокс
1. Роман Куклин

Борьба
 Греко-римская борьба
1. Айгарс Янсонс

Велоспорт
 Шоссейный велоспорт
1. Роман Вайнштейн
2. Каспарс Озерс
3. Дайнис Озолс
4. Арвис Пизикс
5. Юрис Силовс

 Трековый велоспорт
1. Виестурс Берзиньш
2. Айнарс Киксис

Водные виды спорта
 Плавание
1. Валерий Калмыков
2. Артур Яковлев
3. Маргарита Калмыкова
4. Агнесе Озолиня

Гребля на байдарках и каноэ
 Гребля на гладкой воде
1. Иван Клементьев

 Гребной слалом
1. Алдис Клявинш
2. Дзинтра Блума

 Лёгкая атлетика
1. Сергей Иншаков
2. Игорь Казанов
3. Модрис Лиепиньш
4. Александр Обижаев
5. Гунтис Педерс
6. Ройс Пизикс
7. Александр Прокопчук
8. Эгил Тебелис
9. Эйнар Тупуритис
10. Айгар Фадеев
11. Елена Блажевица
12. Валентина Готовская
13. Лана Екабсоне
14. Анита Лиепиня
15. Елена Челнова
16. Гундега Спроге

 Парусный спорт
1. Ансис Дале
2. Илона Дзелме

 Современное пятиборье
1. Вячеслав Духановс

 Спортивная гимнастика
1. Людмила Принс

 Стрельба
1. Афанасий Кузьмин
2. Борис Тимофеев

 Тяжёлая атлетика
1. Раймондс Бергманис
2. Иварс Здановскис
3. Дайнис Зилитис
4. Владимир Морозов
5. Виктор Щербатых

## Результаты соревнований

### Академическая гребля
В следующий раунд из каждого заезда проходили несколько лучших экипажей (в зависимости от дисциплины). В финал A выходили 6 сильнейших экипажей, остальные разыгрывали места в утешительных финалах B—D.
Мужчины
| Спортсмены                     | Соревнование  | Предварительный заезд | Предварительный заезд | Предварительный заезд | Отборочный заезд | Отборочный заезд | Отборочный заезд | Полуфинал | Полуфинал | Полуфинал | Финал   | Финал   | Итоговое место |
| Спортсмены                     | Соревнование  | Заезд                 | Время                 | Место                 | Заезд            | Время            | Место            | Заезд     | Время     | Место     | Время   | Место   | Итоговое место |
| ------------------------------ | ------------- | --------------------- | --------------------- | --------------------- | ---------------- | ---------------- | ---------------- | --------- | --------- | --------- | ------- | ------- | -------------- |
| Угис Ласманис Андрис Рейнхолдс | двойки парные | 3                     | 6:52,80               | 2 R                   | 3                | 6:51,19          | 1 SF             | 2         | 6:40,68   | 5 QB      | Финал B | Финал B | 9              |
| Угис Ласманис Андрис Рейнхолдс | двойки парные | 3                     | 6:52,80               | 2 R                   | 3                | 6:51,19          | 1 SF             | 2         | 6:40,68   | 5 QB      | 6:20,82 | 3       | 9              |

Женщины
| Спортсмены                  | Соревнование  | Предварительный заезд | Предварительный заезд | Предварительный заезд | Отборочный заезд | Отборочный заезд | Отборочный заезд | Полуфинал | Полуфинал | Полуфинал | Финал   | Финал   | Итоговое место |
| Спортсмены                  | Соревнование  | Заезд                 | Время                 | Место                 | Заезд            | Время            | Место            | Заезд     | Время     | Место     | Время   | Место   | Итоговое место |
| --------------------------- | ------------- | --------------------- | --------------------- | --------------------- | ---------------- | ---------------- | ---------------- | --------- | --------- | --------- | ------- | ------- | -------------- |
| Лиене Лутере Санита Озолиня | двойки парные | 1                     | 7:36,18               | 4 R                   | 1                | 7:48,02          | 2 SF             | 2         | 7:32,00   | 6 QB      | Финал B | Финал B | 11             |
| Лиене Лутере Санита Озолиня | двойки парные | 1                     | 7:36,18               | 4 R                   | 1                | 7:48,02          | 2 SF             | 2         | 7:32,00   | 6 QB      | 7:06,47 | 5       | 11             |

### Бокс
Мужчины
| Спортсмены   | Категория | 1-й раунд               | 2-й раунд            | Четвертьфинал        | Полуфинал            | Финал                | Место                |
| Спортсмены   | Категория | Соперник Результат      | Соперник Результат   | Соперник Результат   | Соперник Результат   | Соперник Результат   | Место                |
| ------------ | --------- | ----------------------- | -------------------- | -------------------- | -------------------- | -------------------- | -------------------- |
| Роман Куклин | до 91 кг  | BLRСергей Дычков П 6:16 | завершил выступление | завершил выступление | завершил выступление | завершил выступление | завершил выступление |

### Борьба
Используемые сокращения: 

VFA (5:0) — победа на туше; 

VSU (4:0) — победа по техническому превосходству (8 баллов разницы в греко-римской борьбе и 10 баллов — в вольной без технических баллов у проигравшего); 

VSU1 (4:1) — победа по техническому превосходству в одном или двух периодах, с техническим баллом у проигравшего; 

VPO (3:0) — победа по баллам, когда борец выигрывает 2 периода с преимуществом, набрав от 1 до 7 баллов в греко-римской борьбе и от 1 до 9 — в вольной без технических баллов у проигравшего; 

VPO1 (3:1) — победа по баллам с техническими баллами у проигравшего;
Мужчины
Греко-римская борьба
| Спортсмены    | Категория | Отборочный этап             | Отборочный этап           | Отборочный этап         | Отборочный этап          | Отборочный этап      | Отборочный этап      | Отборочный этап | Финальный раунд      | Финальный раунд      |
| Спортсмены    | Категория | 1 раунд                     | 2 раунд                   | 3 раунд                 | 4 раунд                  | 5 раунд              | 6 раунд              | Место           | Финал                | Место                |
| Спортсмены    | Категория | Соперник Результат          | Соперник Результат        | Соперник Результат      | Соперник Результат       | Соперник Результат   | Соперник Результат   | Место           | Соперник Результат   | Место                |
| ------------- | --------- | --------------------------- | ------------------------- | ----------------------- | ------------------------ | -------------------- | -------------------- | --------------- | -------------------- | -------------------- |
| Айгарс Янсонс | до 57 кг  | POLС. Павловский В 4:3 VPO1 | CHNШэн Цзэтянь П 1:7 VPO1 | KORПак Чи Хо В 9:2 VPO1 | UKRР. Хакимов П 4:9 VPO1 | завершил выступление | завершил выступление | 9               | завершил выступление | завершил выступление |